# 2025年倫敦烏克蘭峰會
2025年倫敦烏克蘭峰會，正式名稱為2025年3月2日保障我們的未來倫敦峰會（英語：Securing Our Future London Summit, 2 March 2025），於英國標準時間2025年3月2日在英國倫敦召開。這場國際領袖會議由英國首相施紀賢主持，旨在擬定一項應對俄羅斯入侵烏克蘭的和平計劃，以提交給美國政府。
這場峰會緊隨烏克蘭總統弗拉基米爾·澤連斯基於2月28日在華盛頓白宮與美國總統當勞·特朗普及副總統JD·萬斯會談後舉行。

## 目的
這次會議的目標是在歐洲建立一個「自願聯盟」，為烏克蘭提出和平計畫。

## 與會者
根據法國《世界報》報導指，除烏克蘭總統澤連斯基外，與會者還包括多名歐洲和國際領導人。
| 國家     | 代表                | 職銜     |
| -------- | ------------------- | -------- |
| 加拿大   | 賈斯汀·杜魯多       | 總理     |
| 捷克     | 彼得·費亞拉         | 總理     |
| 丹麦     | 梅特·弗雷澤里克森   | 總理     |
| 芬兰     | 亞歷山大·斯圖布     | 總統     |
| 法國     | 埃馬紐埃爾·馬克龍   | 總統     |
| 德国     | 奧拉夫·朔爾茨       | 總理     |
| 義大利   | 喬治亞·梅洛尼       | 總理     |
| 荷蘭     | 迪克·斯霍夫         | 首相     |
| 挪威     | 約納斯·加爾·斯特勒  | 首相     |
| 波蘭     | 唐納德·圖斯克       | 總理     |
| 羅馬尼亞 | 伊利埃·博洛揚       | 代理總統 |
| 西班牙   | 佩德羅·桑切斯       | 首相     |
| 瑞典     | 烏爾夫·克里斯特松   | 首相     |
| 土耳其   | 哈坎·菲丹           | 外交部長 |
| 乌克兰   | 弗拉基米爾·澤連斯基 | 總統     |
| 英国     | 施紀賢（主持）      | 首相     |

以下人員也出席會議：
| 組織             | 代表                              | 職銜                          |
| ---------------- | --------------------------------- | ----------------------------- |
| 欧洲联盟         | 安東尼奧·科斯塔 烏爾蘇拉·馮德萊恩 | 歐洲理事會主席 歐盟委員會主席 |
| 北大西洋公约组织 | 馬克·呂特                         | 北約秘書長                    |

此外，施紀賢在會議開始前還與愛沙尼亞總統阿拉爾·卡里斯、拉脫維亞總理埃維卡·西利尼亞和立陶宛總統吉塔納斯·瑙塞達進行電話交談。

## 成果

### 四點計畫
在倫敦峰會結束後的記者會上，英國首相施紀賢公佈四項關鍵決議：
1. 持續向烏克蘭提供軍事援助，並透過制裁及其他手段進一步加強對俄羅斯的經濟壓力。
2. 確保任何和平協議都必須維護烏克蘭的主權與安全，並且烏克蘭需參與所有相關談判。
3. 在達成和平協議後，強化烏克蘭的軍事防禦能力，以防範未來潛在的侵略行動。
4. 組建「自願聯盟」，由多國參與，負責確保和平協議的執行，並在戰後持續保障烏克蘭的安全。

### 安全與軍事承諾
作為本次峰會的重要決議，施紀賢宣佈英國將提供16億英鎊（19.4億歐元）的出口融資，為烏克蘭採購超過5000枚防空導彈。這批導彈將在北愛爾蘭的貝爾法斯特生產。此外，這項計畫還補充此前宣佈的22億英鎊（24.2億歐元）軍事援助貸款，該貸款由凍結的俄羅斯資產提供擔保。
施紀賢特別強調，歐洲國家需要擔負起主要責任，並「承擔重任」，但要落實和平協議仍需美國的支持及俄羅斯的參與。他進一步表示，英國將以「地面部隊和空中戰力」作為安全承諾的一部分，顯示英國及歐盟可能會直接派遣部隊至烏克蘭，以執行維和行動。
歐盟執行委員會主席烏爾蘇拉·馮德萊恩也呼籲歐洲國家「加速軍備重整」，以彌補長期以來的國防投資不足。她提出，歐盟可能需要調整財政規則，放寬成員國的國家債務限制，以利於提升國防支出。2025年3月4日，馮德萊恩宣佈歐盟推出8000億歐元（8400億美元）規模的防務工業相關投資，以推動歐洲的自主新戰略「重裝武裝歐洲」（ReArm Europe）。
北約秘書長馬克·呂特也表達支持，強調此次會議展現了歐洲國家「加強行動」，確保烏克蘭能夠獲得足夠的資源，「持續戰鬥，直到戰事結束」。
會議結束後，芬蘭總統亞歷山大·斯圖布表示，挪威與芬蘭正在支持英國、法國與烏克蘭共同擬定的和平計畫。此外，他指出，與俄羅斯接壤的國家在這一進程中的角色將與其他國家不同，可能不會派遣維和部隊。